# Raphaël Barquissau
Antony Jean Charles Raphaël Barquissau est un professeur, écrivain et historien réunionnais du XXe siècle, né le 4 juin 1888 à Saint-Pierre et mort le 20 novembre 1961 à Paris.

## Enfance et jeunesse
Raphaël Barquissau vit ses premières années dans son île natale avant de suivre son père magistrat dans ses différents voyages, notamment aux Antilles. Il revient à la Réunion pour poursuivre ses études dans le collège qui porte son nom créé par son grand-père, Désiré Barquissau. Il vient ensuite au lycée à Saint-Denis, où il obtient chaque fois le premier prix d'excellence.

## Carrière de professeur
La mort de son père l'oblige à quitter l'île pour étudier à Paris. Il suit des cours à la Sorbonne et devient professeur. Il commence sa carrière à Alexandrie, en Égypte. Il rédige sa thèse de doctorat en Lettres sur les poètes réunionnais des siècles précédents, et spécialement sur Évariste de Parny et Antoine Bertin. Il obtient l'agrégation en Lettres en 1920 et enseigne ensuite à Nîmes, Sens et Orléans. Dans la première ville, il compte le futur général Raoul Salan parmi ses élèves.
(Attention, erreur possible sur la rencontre de Barquissau et Salan au lycée de Nîmes. En effet, dans la bio de Raoul Salan, sur wiki, on peut lire : il s’engage pour la durée de la guerre le 2 août 1917, est admis à École spéciale militaire de Saint-Cyr le 21 août 1917 dans la promotion La Fayette. Il en sort aspirant le 25 juillet 1918, est affecté au 5e Régiment d’infanterie coloniale (RIC) à Lyon le 14 août 1918.
Raphaël Barquissau revient pendant cinq ans dans son île natale pour y enseigner dans son ancien lycée. Entre ses cours, il assure la fonction de chargé de mission à Madagascar en 1923 et à l'île Maurice en 1925.
Après ce retour aux sources, il se rend en Indochine pendant dix ans, et d'abord à Hanoï. Ironie du sort, le futur général Võ Nguyên Giáp qui affrontera Salan par la suite fait partie de ses élèves dans cette ville. Il s'établit ensuite à Saïgon, où il prend le poste de proviseur du lycée Chasseloup-Laubat. Il retourne finalement à Paris en 1936 pour y exercer en tant que professeur de lettres puis de philosophie au lycée Carnot. La retraite lui permet de rentrer à La Réunion.
En 1936, il reçoit le prix Archon-Despérouses.
Le Président Edgar Faure a eu l'occasion de lui rendre hommage à la radio en ces termes : « Celui de mes professeurs qui a le plus contribué à ma formation intellectuelle est un certain M. Barquisseau qui, depuis, est parti pour les îles [...] ».

## Œuvre littéraire
Admirateur de Leconte de Lisle, Raphaël Barquissau ne manquera pas de rendre hommage aux poètes réunionnais à travers son œuvre. Elle fête notamment Auguste Lacaussade, compatriote qui fut bibliothécaire au Sénat. Elle célèbre également la paix, l'égalité et la fraternité. Essais sur l'histoire coloniale, œuvres littéraires ou recueils de poèmes, les quelque trente ouvrages qu'il a produits révèlent une forme de délicatesse romantique à laquelle sera sensible l'Académie française en couronnant quatre d'entre eux.
Parmi ces ouvrages :
- L'Année mélancolique
- L'île de la Réunion
- Le roman colonial français
- Les poèmes d'Asie et des îles
- Les lettres familières de Parny
- Le romantisme français
- Art d'aimer - Prix Archon-Despérouses 1936
- Les Isles - Prix d'Académie 1942
- Les poètes créoles du XVIIIe siècle - Prix Bordin 1950
- Le poète Lacaussade et l'exotisme tropical - Prix Émile-Faguet 1953
- Enfance aux Îles

Le 4 mai 1945, il est élu à l'Académie des sciences d'outre-mer. Il en sera le président pendant l'année 1960. Il fut par ailleurs secrétaire général de l'Académie de la Paix (qu'il a fondée) et organisateur de soirées poétiques à Paris. Il est également connu pour son soutien à la communauté réunionnaise émigrée en métropole. Il fut à ce titre directeur et rédacteur en chef de L'Écho de la Réunion, le premier journal de liaison créé pour cette communauté.
En 1988, sa fille Hélène Minet-Barquissau offre à sa ville natale une partie de son importante bibliothèque.

## Distinctions[2]
- Ordre national de la Légion d'honneur :
  - 1935 : Chevalier
  - 1949 : Officier